# Batalla de Huaylacucho
La batalla de Huaylacucho fue un enfrentamiento militar librado el 17 de abril de 1834, en las cercanías de Huancavelica, Perú, entre las fuerzas del gobierno orbegosista al mando del general de división Guillermo Miller y las revolucionarias bermudistas dirigidas por el coronel José Rufino Echenique, en el marco de la guerra civil desatada ese año. La victoria se decantó para las fuerzas revolucionarias, aunque una semana después ambas partes se reconciliaron con el abrazo de Maquinhuayo.

## Antecedentes

### Contexto
Durante las primeras décadas de su independencia, la nueva República del Perú fue devastada por varias guerras civiles, donde destacó la brecha entre conservadores y liberales. Los primeros, liderados por caudillos como Agustín Gamarra, Antonio Gutiérrez de La Fuente y Felipe Santiago Salaverry, habían sido más reticentes a acabar con los vínculos con España y deseaban un Estado fuerte y centralizado, con proteccionismo comercial y manteniendo las corporaciones y el ethos coloniales.
En cambio, los liberales eran acaudillados por José de la Mar y Luis José de Orbegoso, buscaban un Estado menos centralizado, con fuertes restricciones al poder presidencial, un comercio más abierto y quitar derechos a las corporaciones; eran menos chauvinistas y militaristas que sus rivales, pero no deseaban cambios sociales profundos. Ambos bandos eran encabezados por caudillos con alianzas presentes por todo el país. Por ejemplo, Gamarra contaba con mucho apoyo en las zonas rurales alrededor de Cuzco, mientras que los liberales eran fuertes en esa ciudad.
La mayoría de los presidentes del período 1820-1850 eran generales que sirvieron en el Ejército Real del Perú y que cambiaron de bando sólo cuando la derrota monárquica se hizo inevitable. Otra brecha importante en el país fue entre el litoral y la sierra, la que era acentuada por los problemas topográficos y de comunicación.

### Conflicto
El 20 de diciembre de 1833, tras finalizar el período constitucional del presidente, el gran mariscal Agustín Gamarra, la Convención Nacional (equivalente a un congreso constituyente) procedió a elegir a un presidente provisorio, tras haberse frustrado las elecciones presidenciales convocadas meses atrás. El candidato del gobierno había sido el general de brigada Pedro Pablo Bermúdez Ascarza, mientras que la oposición había presentado al general de brigada Domingo Nieto, al general de división Luis José de Orbegoso y al gran mariscal José de la Riva-Agüero. De los candidatos opositores, el primero era fuerte en la costa sur, el segundo en el norte y el tercero en Lima.
Los liberales que dominaban la Convención optaron por elegir al general de división Orbegoso, un militar menos autoritario. No bien asumió éste el poder, cuando los partidarios de Gamarra hostilizaron al nuevo régimen con la intención de imponer a la fuerza en la presidencia a Bermúdez. Los gamarristas o bermudistas alegaron que la presidencia de Orbegoso era ilegal pues no le correspondía a la Convención Nacional elegir al presidente. Bermúdez era muy mal visto, había partido al exilio con el gran mariscal José de la Mar cuando fue depuesto por Gamarra, pero después cambio de bando y apoyo a este último.
Temiendo un golpe de Estado, Orbegoso decidió refugiarse en la Fortaleza del Real Felipe, en el Callao. Allí instaló la sede de su gobierno y comenzó a relevar a los gamarristas de los altos mandos del Ejército. En respuesta a esta acción, el 3 de enero de 1834, la guarnición de Lima se sublevó y proclamó Jefe Supremo a Bermúdez. Las tropas bermudistas sitiaron la fortaleza del Callao, pero sufrieron deserciones que se acrecentaron el 24 de enero al saberse que Arequipa se había alzado a favor de Orbegoso. A nivel nacional la autoridad de Bermúdez fue acatada por las guarniciones de Cuzco, Puno y Ayacucho. Pero en Lima la civilidad se mostró contraria al golpe y se alzó en armas el 28 de enero; los bandos se enfrentaron en las calles de la ciudad, siendo la primera vez en la historia peruana que el pueblo de Lima se enfrentaba con éxito al ejército. Ante tal situación Bermúdez y sus partidarios tuvieron que retirarse a la sierra, permitiendo a Orbegoso entrar triunfante en la capital al día siguiente. Gamarra se dirigió a Cuzco para reunir un nuevo ejército. El 13 de febrero, la Convención reinició sus sesiones y se declararon nulas todas las acciones de Bermúdez, se solicitaron empréstitos forzosos, se hicieron levas y se pidió la ayuda de Bolivia (la colaboración no se produjo porque la guerra acabó antes que los bolivianos pudieran intervenir) con el envío de 2000 hombres.
Desatada la guerra civil, esta tuvo tres escenarios:
- El frente sur, localizado en Arequipa, donde el general Nieto intentó defender al gobierno de Orbegoso,[17] fracasando finalmente.[14]
- El frente norte, donde el coronel Salaverry, sumado al bando orbegosista, apresó en Trujillo[14] al general de brigada Juan Francisco de Vidal La Hoz.[18]
- El frente centro, hacia donde marchó Orbegoso en persona, subiendo a la sierra en busca de Bermúdez y su ejército:[nota 2] «para llevar á cabo la empresa de salvar la Patria, es conveniente que me ponga al frente del ejército».[20]

Orbegoso, al frente de un reducido ejército, marchó hacia Jauja en persecución de Bermúdez. Si bien tenía bajo su mando a oficiales competentes como José de la Riva-Agüero, Mariano Necochea, Guillermo Miller, Blas Cerdeña, Francisco de Paula Otero y Felipe Salaverry, sus fuerzas eran muy débiles y heterogéneas. Destacaba el antiguo vicepresidente de Gamarra, el general de división Antonio Gutiérrez de la Fuente.
Por su parte, Bermúdez, también con un pequeño ejército pero formado por veteranos disciplinados, abandonó el valle de Jauja en dirección de Ayacucho para unirse con el general de brigada José María Frías, prefecto de ese departamento. Muy cerca le seguía el general de división Guillermo Miller, quien recibió en el trayecto refuerzos del coronel Salaverry.
Bermúdez no gozaba del apoyo popular; tampoco sus tropas sentían apego hacia él, ya que no se preocupaba por alentarlos ni de satisfacerles en sus necesidades. Uno de sus principales oficiales, el coronel José Rufino Echenique, cuenta en sus memorias que acordó con Frías deponer a Bermúdez una vez que terminaran con Orbegoso; los acontecimientos posteriores modificarían su plan inicial pero no su idea primordial.

## Enfrentamiento

### Movimientos preliminares

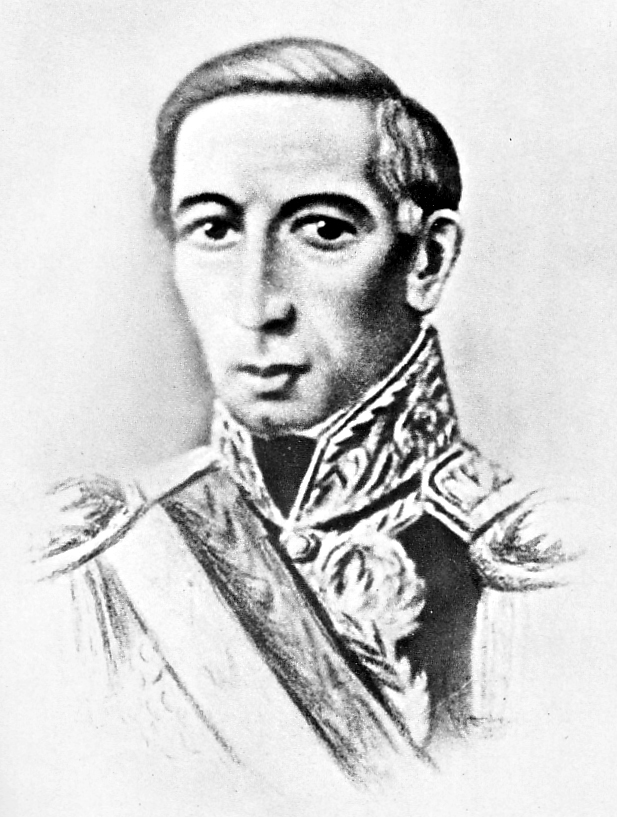
Fotografía de un retrato decimonónico del general Pedro Pablo Bermúdez.

Tras abandonar Huancayo, Bermúdez continuó su marcha hacia Ayacucho. Por su parte, Miller pasaba a Huancavelica, extendiendo sus avanzadas hasta la quebrada de los Molinos, donde libró un combate con las avanzadas de los bermudistas. Como resultado de este encuentro, Miller se vio obligado a replegarse al pueblo de Huaylacucho (al oeste de Huancavelica). Mientras tanto, Orbegoso llegó a Jauja donde pasó revista a sus tropas. Sabiendo que Frías y Bermúdez se habían concentrado en Acobamba (al este de Huancavelica), envió a Miller dos batallones, los cuales llegaron en la noche del 16 de abril.

### Escenario
Huaylacucho es un pueblo pequeño, situado a unos 5 kilómetros al este de Huancavelica. Ocupa una quebrada surcada por tres profundos barrancos, abiertos al oriente; las de los costados son escarpados y de difícil acceso; la del centro la recorre un pequeño río. Fue en este escenario donde las fuerzas bermudistas (cuyos jefes, después de Bermúdez, eran Echenique y Frías) se encontraron con las fuerzas orbegosistas comandadas por Guillermo Miller.

### La batalla
El escenario era desventajoso para los orbegosistas, pero aun así Miller dispuso su línea, colocando a la derecha al batallón Pichincha con 650 plazas, al centro al batallón Lima con 500 plazas y a la izquierda al batallón Zepita (bajo mando de Salaverry) con algo más de 500 junto a los escuadrones de caballería que mandaba Loyola, unos 200 jinetes; estas cifras provienen de Manuel Bilbao. En cambio, Gutiérrez de La Fuente reconocía que los orbegosistas contaban con 464 hombres, incluyendo 30 jinetes y el resto infantes de los tres batallones ya mencionados, los que aumentaron con refuerzos hasta los 1036 hombres el día de la batalla. El deán Juan Gualberto Valdivia afirmaba que Bermúdez salió de Lima con 550 hombres.
Al amanecer del día 17 de abril una columna de bermudistas a las órdenes del general Frías avanzó hacia la vanguardia del ala derecha de Miller; este, para frenar el ataque, mandó primero al comandante Solar con una compañía y luego al batallón Pichincha como apoyo. Pero los bermudistas lograron repeler el contraataque y tomaron la barranca.
Los orbegosistas, sometidos a fuego convergente e incesante, vieron perdida la contienda y optaron por retirarse. Casi en desorden, procedieron a cruzar el río y muchos perecieron ahogados. Al contemplar el desastre, Salaverry avanzó por la izquierda con el batallón Zepita y consiguió detener a los bermudistas, facilitando la retirada de los suyos y salvándolos así de una destrucción completa. En esta última acción tuvo una destacada participación el sargento mayor de caballería Cosme Pacheco, quien al mando de un grupo de lanceros, cubrió la retaguardia del ejército orbegosista en retirada, salvaguardando asimismo el parque de municiones que luego serviría para reforzar las líneas de defensa contra otra posible embestida de los bermudistas. 
No intervino la caballería orbegosista, pero el general Frías, creyendo que podía ganársela (pues anteriormente había sido jefe de ella), se acercó con un oficial y cinco soldados, pero Loyola cargó sobre ellos y los destrozó. Frías fue muerto de un lanzazo. Loyola reunió y organizó a los dispersos. 
En el bando orbegosista oficialmente hubo 50 muertos y unos 32 heridos, así como 200 dispersos.

## Consecuencias

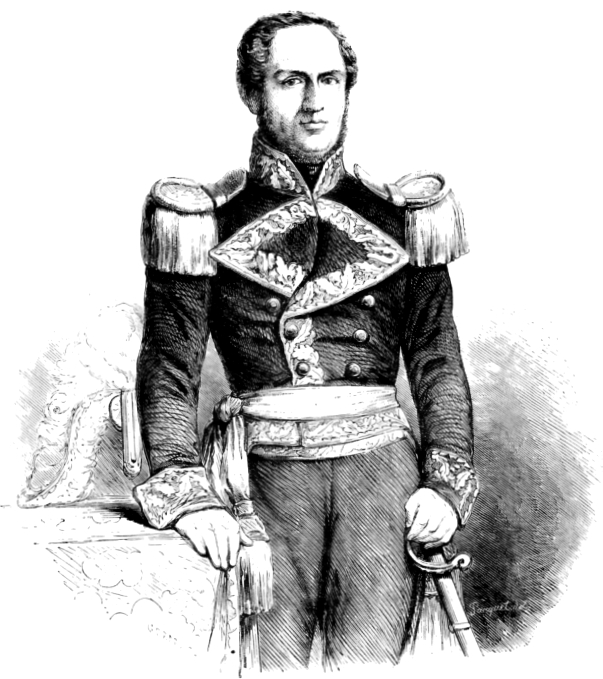
Reproducción de un grabado francés publicado por la revista "Museo de las Familias",, representa al coronel Echenique.

Bermúdez no persiguió de inmediato a los orbegosistas, quienes aprovecharon para reagruparse y se replegaron a Izcuchaca (norte de Huancavelica). Orbegoso llegó a Jauja, donde detuvo su marcha y cuatro días después del combate Bermúdez marchó a enfrentarlo.
La acción de Huaylacucho no decidió nada. Se esperaba un encuentro definitivo, pero fue entonces cuando Echenique convenció al resto de oficiales bermudistas para llegar a un acuerdo pacífico con Orbegoso, prescindiendo de Bermúdez. Todos ellos eran conscientes de estar al servicio de una causa perdida, pues se veían repudiados por todas partes y sin recursos para continuar la lucha. Procedieron pues, a deponer a Bermúdez y de inmediato enviaron emisarios al campamento de Orbegoso. El 24 de abril llegaron al llano de Maquinguayo, a 24 km al norte de Jauja, donde encontraron a los orbegosistas en formación de batalla. Luego de colocar sus armas en pabellones, ambos ejércitos avanzaron hasta encontrarse y se estrecharon en fraterno abrazo. A este episodio singular de la historia peruana se conoce como el abrazo de Maquinhuayo. Poco después, Gamarra huyó del país. El 3 de mayo, Orbegoso regresó victorioso a Lima.
El 9 de junio, Salaverry fue ascendido a general de brigada. El general de división Necochea fue ascendido a gran mariscal ese mismo año. Respecto del coronel Echenique, fue nombrado general de brigada por su victoria en Carmen Alto en 1843 y ascendido a general de división en 1853.